# دلیجان مسلح

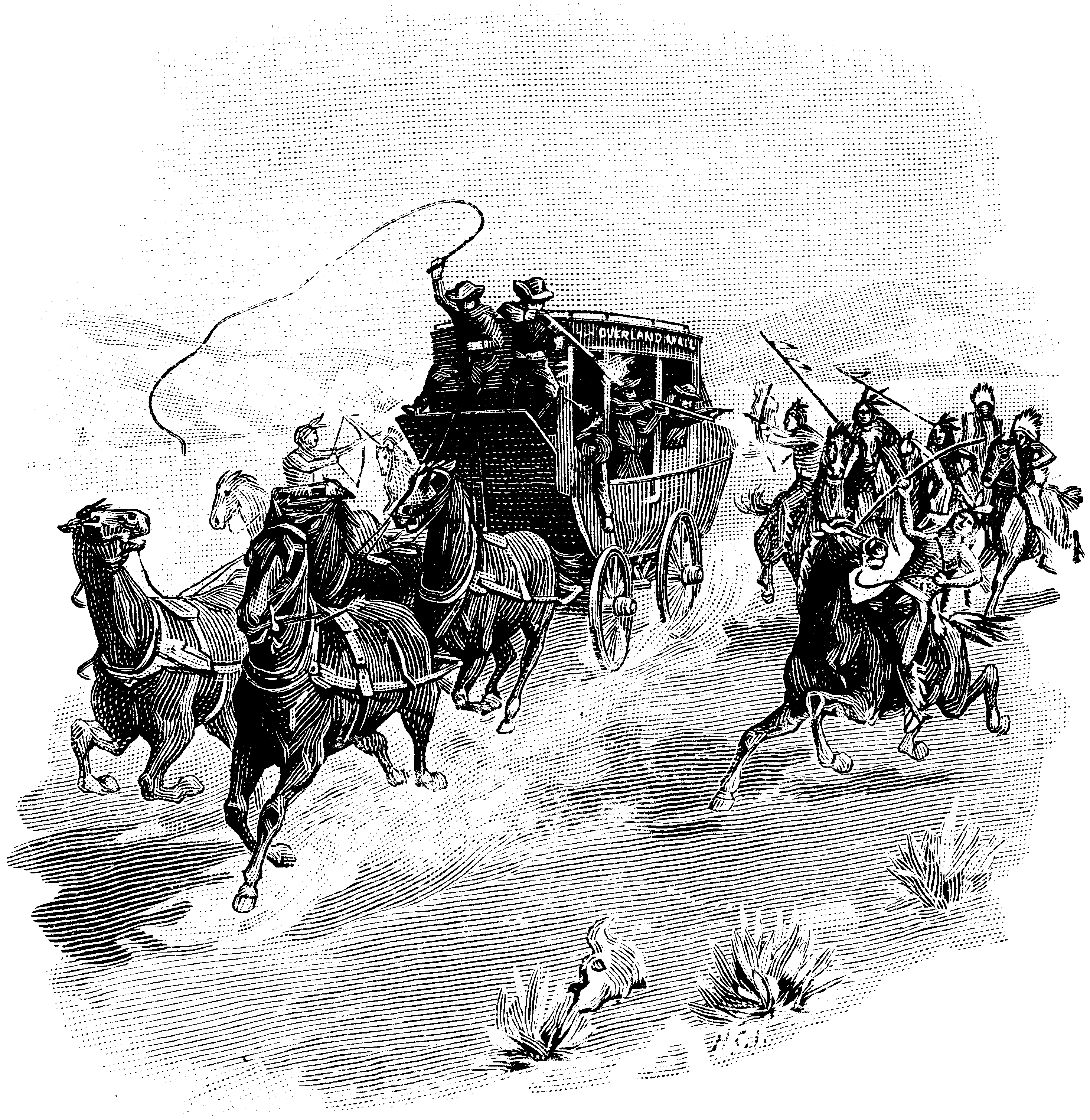
حمله سرخ‌پوستان به یک دلیجان و اقدام محافظ شخصی نشسته در کنار سورچی برای دفع متقابل

دلیجان مسلح (انگلیسی: Riding shotgun) یا سواری مسلحانه عبارتی است برای توصیف دلیجان‌ها و درشکه هایی که به تعدادی محافظ شخصی برای مقابله با راهزنی و یا یورش سرخ‌پوستان مجهز بودند. این محافظه‌ها غالباً یا در کنار سورچی می‌نشستند و یا به صورت سواره، در کنار دلیجان می‌تاختند و معمولاً مسلح به شات‌گان دلیجانی بودند.